# Cha và con và...
Cha và con và... (từng được gọi bằng tên Cha, con và...; tiếng Anh: Big Father, Small Father and Other Stories hay Saigon Sunny Days) là một phim điện ảnh chính kịch do nam đạo diễn người Việt Nam Phan Đăng Di thực hiện. Phim được tham gia sản xuất bởi chính Phan Đăng Di cùng Trần Thị Bích Ngọc, Lieber Markus và Halbertschmidt, với phần góp mặt của Đỗ Thị Hải Yến trong vai trò đồng sản xuất kiêm diễn viên chính. Đây là bộ phim điện ảnh thứ hai do Phan Đăng Di làm đạo diễn và viết kịch bản, với phần nội dung xoay quanh hành trình khám phá thiên hướng tình dục của bản thân ở chốn thành thị giữa Vũ (Lê Công Hoàng), Vân (Đỗ Thị Hải Yến) và Thắng (Trương Thế Vinh).
Dự án được chính thức khởi động vào đầu năm 2011 và được Quỹ Điện ảnh thế giới Berlinale hỗ trợ kinh phí thực hiện, với sự hợp tác sản xuất từ 4 hãng phim đến từ Việt Nam, Đức, Pháp và Hà Lan. Phim được bấm máy kể từ cuối năm 2013 và hoàn tất những khâu cuối cùng vào tháng 1 năm 2014. Cha và con và... được lọt vào bảng tranh giải Gấu Vàng và Gấu Bạc của Liên hoan phim Berlin 2015, trở thành phim Việt Nam đầu tiên xuất hiện tại một trong ba liên hoan phim lớn nhất thế giới này.

## Nội dung
Vào cuối thập niên 1990, những năm đầu thập niên 2000 ở Sài Gòn, một chàng sinh viên ngành nhiếp ảnh tên Vũ (Lê Công Hoàng) lên thành phố ở trọ. Với chiếc máy ảnh được cha tặng, Vũ bắt đầu khám phá cuộc sống xung quanh mình. Vũ bị cuốn hút bởi người bạn cùng phòng điển trai tên Thăng (Trương Thế Vinh), một tay chơi thường xuyên dính líu tới ma túy, cờ bạc và mại dâm ở Sài Gòn. Thăng giới thiệu Vũ với Vân (Đỗ Thị Hải Yến), một vũ nữ tại hộp đêm và cả hai đã ân ái với nhau, cho dù Vũ cảm mến bởi anh bạn của mình hơn.
Một ngày nọ, một người bạn cùng phòng bị mất trộm. Khi Vũ và Thăng chạy trốn tới làng của Vũ ở đồng bằng sông Cửu Long, cha của Vũ đã giới thiệu cả hai với cô gái mà ông chọn làm vợ tương lai của Vũ. Tại đây, mọi chuyện trở nên phức tạp khi Thăng tán tỉnh "vợ tương lai" của Vũ và khiến chàng nhiếp ảnh trẻ ghen tuông...

## Diễn viên
- Lê Công Hoàng vai Vũ
- Đỗ Thị Hải Yến vai Vân
- Trương Thế Vinh vai Thăng
- Nguyễn Hà Phong[4]
- Kiều Trinh[4]
- Thanh Tú[4]
- Mai Quốc Việt[4]
- Thanh Trúc vai "Vợ tương lai" của Vũ.[4]

## Sản xuất

### Bối cảnh thực hiện
—Phan Đăng Di giải thích về chủ đề ở bộ phim dài thứ hai này.
Đạo diễn Phan Đăng Di lấy ý tưởng cho bộ phim này khi đọc được một câu chuyện có thật từng được Báo Thanh Niên đăng tải từ 17 năm trước, về những thanh niên làm giấy tờ giả để thắt ống dẫn tinh và lĩnh tiền thưởng. Dù vậy, dự án phim chỉ được chính thức khởi động từ năm 2011, một năm sau khi Phan Đăng Di hoàn thành tác phẩm điện ảnh đầu tay đạt thành công về chuyên môn Bi, đừng sợ!.
Đỗ Thị Hải Yến góp mặt trong phim ở vai trò nhà sản xuất kiêm diễn viên chính, đánh dấu lần trở lại của cô với điện ảnh kể từ tác phẩm thành công Cánh đồng bất tận (2010). Nam diễn viên Lê Công Hoàng là một phát hiện mới của đạo diễn Phan Đăng Di, khi có xuất thân là một nhân viên ngân hàng. Trong phim còn có sự xuất hiện của Kiều Trinh và Nguyễn Hà Phong, hai diễn viên từng cộng tác với Phan Đăng Di trong Bi, đừng sợ!; và Mai Quốc Việt, chàng trai từng được biết tới khi giả giọng 12 ca sĩ trong ca khúc "Cát bụi" vào năm 2011. Hai nữ diễn viên trẻ tuổi khác cũng tham gia trong phim: Thanh Tú, con gái thật của Kiều Trinh, tham gia trong một vai nhỏ; và Thanh Trúc trong vai "vợ tương lai" của nhân vật Vũ.
Khi mới còn là dự án, Cha và con và... đã được đạo diễn Phan Đăng Di mang đến nhiều Liên hoan phim và diễn đàn điện ảnh quốc tế để tìm kiếm tài chính và đối tác, trong đó có diễn đàn tài chính điện ảnh Á Châu - Liên hoan phim Quốc tế Hồng Kông 2011; diễn đàn các nhà sản xuất phim Á-Âu Ties That Bind - Liên hoan phim Udine – Italia và Liên hoan phim Busan 2011; trong khuôn khổ Dự án phim đặc sắc Paris Project – Liên hoan phim quốc tế Paris 2011 và tại Hội chợ phim châu Âu – Liên hoan phim Berlin 2013.

### Ghi hình và sản xuất
Phim được lên kế hoạch bấm máy từ cuối năm 2013, với phần hỗ trợ kinh phí sản xuất được đảm nhận bởi Quỹ Điện ảnh thế giới Berlinale (World Cinema Fund), khi phim nằm trong số 4 dự án vượt qua 130 dự án từ 48 quốc gia và vùng lãnh thổ để nhận được số tiền hỗ trợ 40.000 Euro (khoảng 1.1 tỷ đồng). Trước đó, Bi, đừng sợ! cũng từng được nhận tài trợ của quỹ này vào năm 2008. Phim còn nhận thêm được hỗ trợ tài chính của Quỹ Hubert Bals Fund – Liên hoan phim Quốc tế Rotterdam (Hà Lan) và Trung tâm hỗ trợ phát triển văn hoá Việt Nam (A&C).
Để vào vai Vân, Đỗ Thị Hải Yến đã phải giảm 7 kg và kiên trì tập lại ballet sau 17 năm rời xa sân khấu múa. Dự án được thực hiện nhờ vào sự hợp tác của bốn hãng phim của Việt Nam, Đức, Pháp và Hà Lan. Nếu như ở giai đoạn tiền kỳ, phim nhận được 65% vốn đầu tư đến từ Việt Nam, thì ở giai đoạn hậu kỳ, toàn bộ kinh phí là vốn của nước ngoài. Trong đó, phần kinh phí cho bối cảnh, trang phục, đạo cụ cho phim tốn khoảng 10 tỷ đồng. Phần hậu kỳ gồm cả hai khâu hoàn chỉnh màu sắc lẫn âm thanh đều được thực hiện tại Pháp. Phim hoàn thành những khâu cuối cùng vào tháng 1 năm 2015.

## Phát hành
Ngày 5 tháng 2 năm 2015, phim cho xuất bản một đoạn phim giới thiệu dài hơn một phút, với những cảnh thân mật giữa ba nhân vật chính, được mô tả "nhuốm màu sắc dục vọng và gây nhiều tò mò". Hình ảnh áp phích chính thức của phim cũng đồng thời được phát hành, với hình ảnh nhân vật Vũ trong trạng thái khỏa thân đứng dưới mưa.
Phim được công chiếu lần đầu tiên tại Liên hoan phim Berlin vào tối ngày 13 tháng 2 năm 2015, với sự hiện diện của diễn viên Đỗ Thị Hải Yến, Lê Công Hoàng và đạo diễn Phan Đăng Di. Phim tiếp tục được chiếu thêm bốn suất nữa vào ngày 14 và 15 tháng 2.
Tại Việt Nam, phim được công chiếu tại Viện Goethe, Hà Nội từ ngày 21 đến 22 tháng 3 năm 2015. Khi chiếu tại Liên hoan Phim Berlin, bộ phim được hãng Memento mua bản quyền để chiếu rộng rãi tại Pháp vào tháng 9.

### Tranh giải
Ngày 14 tháng 1 năm 2015, Cha và con và… trở thành phim Việt Nam đầu tiên xuất hiện trong danh sách 19 tác phẩm tranh giải chính thức của ban tổ chức Liên hoan phim Quốc tế Berlin (Đức). Đây còn là một trong ba phim châu Á góp mặt trong danh sách tranh giải chính trong mùa giải năm 2015, cùng Gone with the Bullets (Trung Quốc) và Taxi (Iran). Theo đạo diễn Phan Đăng Di, phim từng được nhắm đến cho Liên hoan phim Cannes trước khi nhận được lời mời sớm hơn từ Liên hoan phim Berlin. Anh chia sẻ "Dù gì thì đây là một trong ba LHP lớn nhất thế giới (hai LHPQT còn lại là Cannes và Venice), vào Official Competition là điều gì đó rất đặc biệt, một cơ hội không nên bỏ lỡ. Nó rất đáng để mình tăng tốc và tạm quên Cannes đi". Cũng theo anh, phim được ban tuyển lựa đặc cách xem và đồng ý mời khi vẫn chưa hoàn thành.
| Giải thưởng              | Hạng mục                 | Kết quả | Nguồn  |
| ------------------------ | ------------------------ | ------- | ------ |
| Liên hoan phim Berlin    | Gấu vàng & Gấu bạc       | Đề cử   | [ 15 ] |
| Liên hoan phim Hồng Kông | Young Cinema Competition | Đề cử   | [ 13 ] |